# Charles Bazelaire
Charles Ier Bazelaire (Le Viel-Marché près Saint-Dié, 7 mai 1664 - Saint-Dié, 28 juin 1725), avocat au Parlement de Metz, lieutenant-général au bailliage de Saint-Dié.

## Milieu familial
Les Bazelaire pourraient tirer leur nom d'une origine bâloise. À une douzaine de lieues de Bâle, vers 1336, Albrecht Baseler, chevalier, tenait de l’évêque de Strasbourg un fief faisant partie du Haut-Mundat et relevant donc du ban de Rouffach, dans l’actuel Haut-Rhin.
En tous les cas, les Bazelaire étaient établis dès le XVe siècle en la cité d'Yvoix ou Ivoi, depuis nommée Carignan (Ardennes), dans le Comté de Chiny, où Jehan Ier Bazelaire, dit Petit Jehan (ca 1460 - avant 1505), fut cité à titre posthume dans un acte du 25 avril 1504. Il comptait plusieurs ecclésiastiques dans sa parenté :
- Estienne Ier Bazelaire ou Bauzelaire († après le 9 mars 1510), religieux de l'ordre de Prémontré, abbé de Mureau de 1499 à 1507[2], qui se vit contester la jouissance de la chapellenie de l’ermitage du Bonlieu, à Rouvroy, près de Montmédy, au diocèse de Trèves, en 1510[3].
- Jehan II Bazelaire, curé de Martigny-les-Gerbonvaux, près de Coussey (Vosges), qui fut nommé administrateur de l’hôpital Saint-Éloi de Gerbonvaux par lettres patentes données le 27 mai 1521 par Jehan VIII, comte de Salm (1495-1548)[4].
- Messire Didier Ier Bazelaire († après le 19 janvier 1590), prêtre du diocèse de Trêves, l'un des six chanoines du chapitre de l’église collégiale d’Ivoix- Carignan en 1581-1588, qui était trésorier de ce chapitre le 17 octobre 1584[5].

Par une transaction du 15 juillet 1576, Florent Ier Bazelaire (ca 1545 - après le 25 juin 1601) vendit à son frère Jehan III Bazelaire l’Aisné (ca 1530 - après le 1er mai 1610) ses droits héréditaires dans la succession paternelle et, fuyant probablement aussi bien les guerres qui achevaient de dévaster le duché de Luxembourg et le comté de Chiny, que la peste qui ravageait la ville d'Yvoix-Carignan, il alla s'établir à Saint-Dié-des-Vosges. Or, au tout début du XVIIe siècle, Jehan III Bazelaire l’Aisné (ca 1530 - après le 1er mai 1610) quitta lui aussi Yvoix pour s'installer à Sainte-Catherine, aujourd'hui en Belgique, dont il était bourgeois en 1605 et échevin en 1607. Jehan III avait épousé en premières noces, avant le 18 janvier 1564, une damoiselle Le Menusier, et en secondes noces, avant le 15 septembre 1570, damoiselle Poncette Anthoine dite de Roussel († après le 7 avril 1633).
Son fils, Jehan IV Bazelaire le Jeune (Yvoix ca 1550 - après le 10 juillet 1587), « bourgeois d’Yvoix- Carignan » en 1577, obtint de Salentin de Wahl, écuyer, prévôt d’Yvoix, de son beau-frère Martin Chardel, « chastelaijn héréditable et recepveur » d’Yvoix, de Thiébault de Hézecques, seigneur d’Inor et de Messencourt, de Poncelet Bonny, lieutenant, ainsi que de Jehan La Briche, Gérard du Mont, et Jacquemin Henriot, jurés, et de Jacquemin Corpel, clerc juré, un jugement du 20 septembre 1572 basé sur des reconnaissances émanant des justices de Neufchâteau et du Pays messin ainsi que sur des titres authentiques, établissant sa noblesse et celle de « ses prédécesseurs, ayeux, bisayeuls, parens et alliés ». Toutefois, à Saint-Dié-des-Vosges, la descendance de Florent Ier Bazelaire tomba rapidement dans la roture et abandonna le style de vie et les attributs de la noblesse, jusqu'à la seconde moitié du XVIIe siècle où elle amorça un processus d'ascension sociale.

## Naissance
Baptisé le 7 mai 1664 en l’église paroissiale Saint-Martin du Viel-Marché, faubourg de Saint-Dié-des-Vosges, Charles Ier Bazelaire fut le filleul de Nicolas-Anthoine Richier, de Nancy, et de Marie Alix, de Saint-Dié-des-Vosges. Il était le 8e enfant et 4e fils de Florent III Bazelaire (Le Viel-Marché, faubourg de Saint-Dié-des-Vosges, probablement le 8 décembre 1619 - ibidem, le 26 février 1686), conseiller de la police et maître des postes à Saint-Dié-des-Vosges, et de sa femme Anne Gérardin (Saint-Dié-des-Vosges, probablement le 12 février 1622 - mariée à Saint-Dié-des-Vosges le 19 février 1645 - Le Viel-Marché, le 25 mai 1678). Il fut l’un des frères du révérend père Célestin de Saint-Dié, trois fois provincial des Capucins de Nancy.

## Formation et charges
Après avoir étudié le droit en l’université de Pont-à-Mousson, Charles Ier Bazelaire fut reçu avocat en la cour du Parlement de Metz le 10 mars 1687, charge qu'il exerçait encore le 3 octobre 1692. Bientôt seigneur de Lusse, il fut successivement gruyer au bailliage de Saint-Dié-des-Vosges du 3 octobre 1692 au 25 octobre 1697 au moins, maître particulier des Eaux-et-Forêts au bailliage de Saint-Dié en 1705, puis lieutenant-général au bailliage de Saint-Dié, après son frère Florent-Joseph Ier Bazelaire (1652-1724), dont il sera question ci-après.

## Confirmation et rehabilitation d'ancienne noblesse et anoblissement (1705)
Charles Ier Bazelaire et son frère Florent-Joseph Ier Bazelaire, ayant remontre qu'ils étaient issus de l'ancienne famille noble des Bazelaire en la province de Montmedy, reçurent d’une part des lettres patentes de confirmation et de réhabilitation d'ancienne noblesse et d’autre part des lettres patentes d'anoblissement, données ensemble le 8 janvier 1705 à Lunéville par Léopold Ier de Lorraine. Par les premières lettres patentes, le duc Léopold voulait «qu'ils soient tenus censéz et réputés pour nobles d'ancienne extraction, qu'en cette qualité ils puissent parvenir a tous degrés de chevallerie et autres tiltres et dignitéz réservéz a l'ancienne noblesse». Dans les secondes lettres patentes, le duc Léopold indiquait à propos de Charles: « ledit Charles Bazelaire, marchant sur les traces de son frère, fut pourveu de la charge de maitre particulier des Eaux et Forrets cy-devant establye audit St-Diey, dont il auroit aussy remply les devoirs avec une approbation généralle et toûjours vescu l’un et l’autre en gens d’honneur et de réputation, en sorte qu’ils auroient espéré pouvoir prétendre au rang de noblesse, et que nous voudrions bien leur accorder de nos lettres à ce nécessaires ; à quoy inclinant favorablement en considération des bons et fidèles services que ledit Florent-Joseph Bazelaire nous a rendus depuis nostre arrivée dans nos Estats, et pour engager Charles Bazelaire, à l’exemple de son frère, d’embrasser avec cœur et fidélité nos intérêts et le bien de nostre service dans toutes les occasions qui s’en présenteront... ».

## Mariages
Charles Ier Bazelaire épousa en premières noces, le 14 janvier 1692 en l’église paroissiale Saint-Martin du Viel-Marché, damoiselle Marie Richard († le 14 mars 1699 à Saint-Dié), marraine à Saint-Dié-des-Vosges en 1683, 1684, 1691, 1691 et 1692, fille du sieur Nicolas Richard († le 16 avril 1700 à Saint-Dié-des-Vosges) et de sa première épouse Marie Doyen (née à Combrimont, mariée le 7 novembre 1672 en l’insigne église de Saint-Dié-des-Vosges, † le 10 mars 1691 à Saint-Dié-des-Vosges). Veuf en premières noces, Charles Ier Bazelaire convola en secondes noces, le 10 juillet 1704, à Saint-Dié-des-Vosges, avec damoiselle Claude-Françoise Daniot (Vauvillers en Franche-Comté, - Saint-Dié-des-Vosges, 8 novembre 1707), fille de feu maître Jean-Baptiste Daniot († avant le 10 juillet 1704), avocat en la cour du parlement, et de son épouse damoiselle Bénédicte Filloz (mariée avant 1673).

## Postérité
Mort le 28 juin 1725 à Saint-Dié-des-Vosges, Charles Ier Bazelaire fut inhumé le lendemain, solemnité des saints Pierre et Paul, en la chapelle du Saint-Esprit, de l’insigne église collégiale Sainte-Croix. Il a laissé quatre enfants de sa 1re femme et un de sa 2e femme :
- Nicolas Bazelaire (1692-1772), lieutenant-général au bailliage de Saint-Dié-des-Vosges, conseiller pour la noblesse en l’hôtel de ville de Saint-Dié, marié à Marie-Marguerite Henriot (ca 1687 - 1757) ;
- Anne Bazelaire (1694-1779), marraine le 1er août 1720 à Saint-Dié-des-Vosges ;
- Florent-Joseph II Bazelaire de Brauville (Saint-Dié, 4 avril 1696- ?), écuyer, avocat en la cour souveraine de Lorraine et Barrois exerçant au bailliage de Saint-Dié le 13 septembre 1716, puis juge de la Pierre-Hardie, réservé aux sujets du chapitre collégial, marié en 1re noces, en 1728 à Étival, à Marie, Joséphine, Victoire de Gondrecourt (Saint-Mihiel, 19 mars 1699 - Saint-Dié, 24 août 1729), dame en partie de Brauville, en la paroisse Saint-Gorgon de Woël, puis en 2e noces avec Marie-Anne Bernard d’Illoud (Bourmont, 27 mars 1712 - ...). Dont Jean-Joseph Christophe de Bazelaire, colonel de l'Armée royale.
- Jeanne-Marie Bazelaire (1697 - ?), filleule du sieur Jean-Philippe Alba, procureur syndic à Saint-Dié, et de damoiselle Jeanne Richard.
- Anne-Cécile Bazelaire (1705 - ?), filleule du sieur Dominique Richard et de damoiselle Anne-Cécile Rabaroni.